# Cristianismo e antissemitismo
O cristianismo teve uma relação turbulenta com o judaísmo que por vezes envolvia antissemitismo. Apesar dos primeiros Cristãos serem Judeus, atitudes antijudaicas começaram a desenvolver-se antes do fim do primeiro século. Atitudes antissemitas desenvolveram-se e os primeiros anos do Cristianismo e persistiram durante séculos, guiados por vários factores incluindo diferenças teológicas, a evangelização cristã, entre outros.
Estas atitudes persistiram nos sermões, na arte cristã e nos ensinamentos populares de desprezo pelos judeus durante séculos. Em muitos países cristãos, isso levou a discriminação política e civil contra judeus, restrições legais, e por vezes a ataques físicos a judeus que em alguns casos levaram a emigração, expulsão, e mesmo com mortes.
O antissemitismo tem sido descrito primariamente como ódio contra judeus como etnia com a sua expressão moderna enraizada nas teorias raciais do século XIX, enquanto que antijudaísmo é descrito como hostilidade à religião judaica.